# ورزشگاه خلره‌دوم
ورزشگاه خلره‌دوم (هلندی: GelreDome) یک ورزشگاه فوتبال در آرنهم، هلند است.
این ورزشگاه که در سال ۱۹۹۸ میلادی تأسیس شده دارای سقف متحرک و ۲۱٬۲۴۸ نفر ظرفیت می‌باشد. ورزشگاه خلره‌دوم ورزشگاه خانگی باشگاه فوتبال ویتس‌آرنهم است.

## نگارخانه

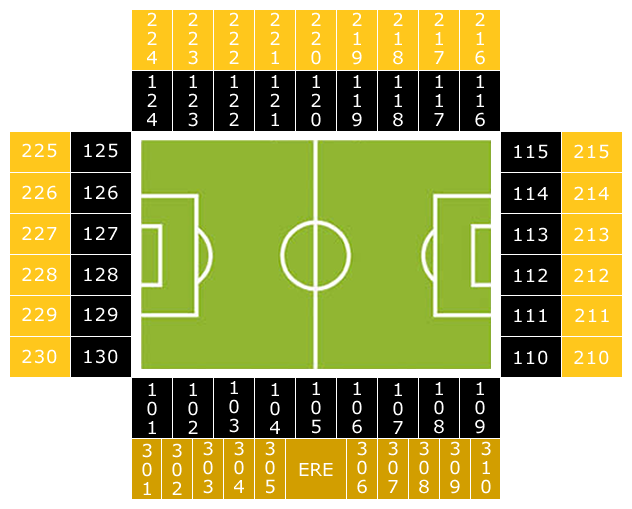
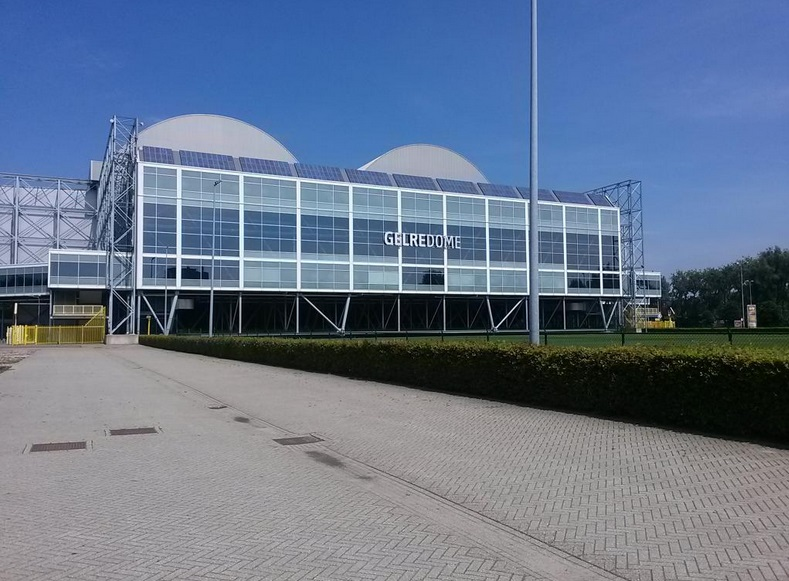
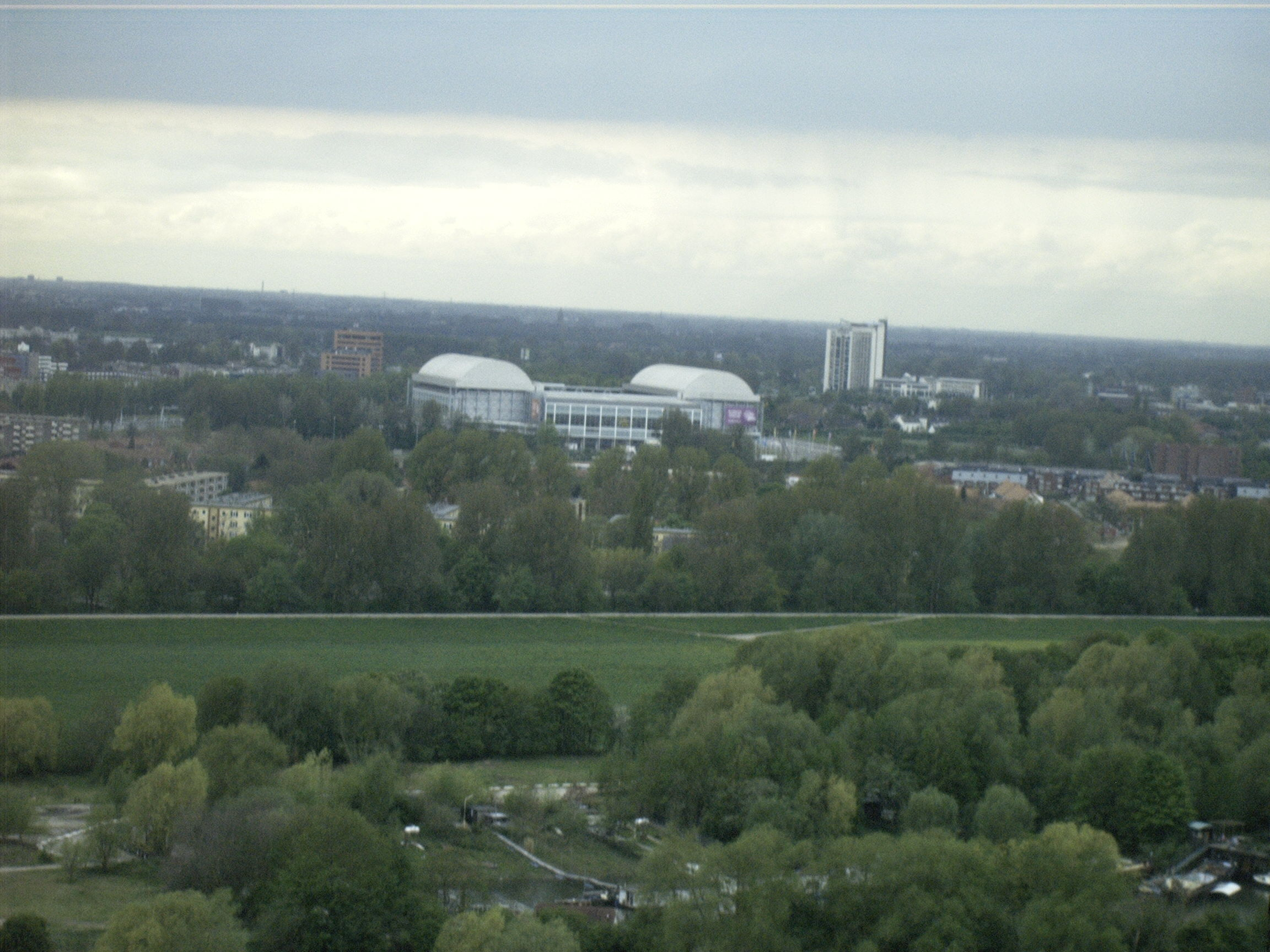
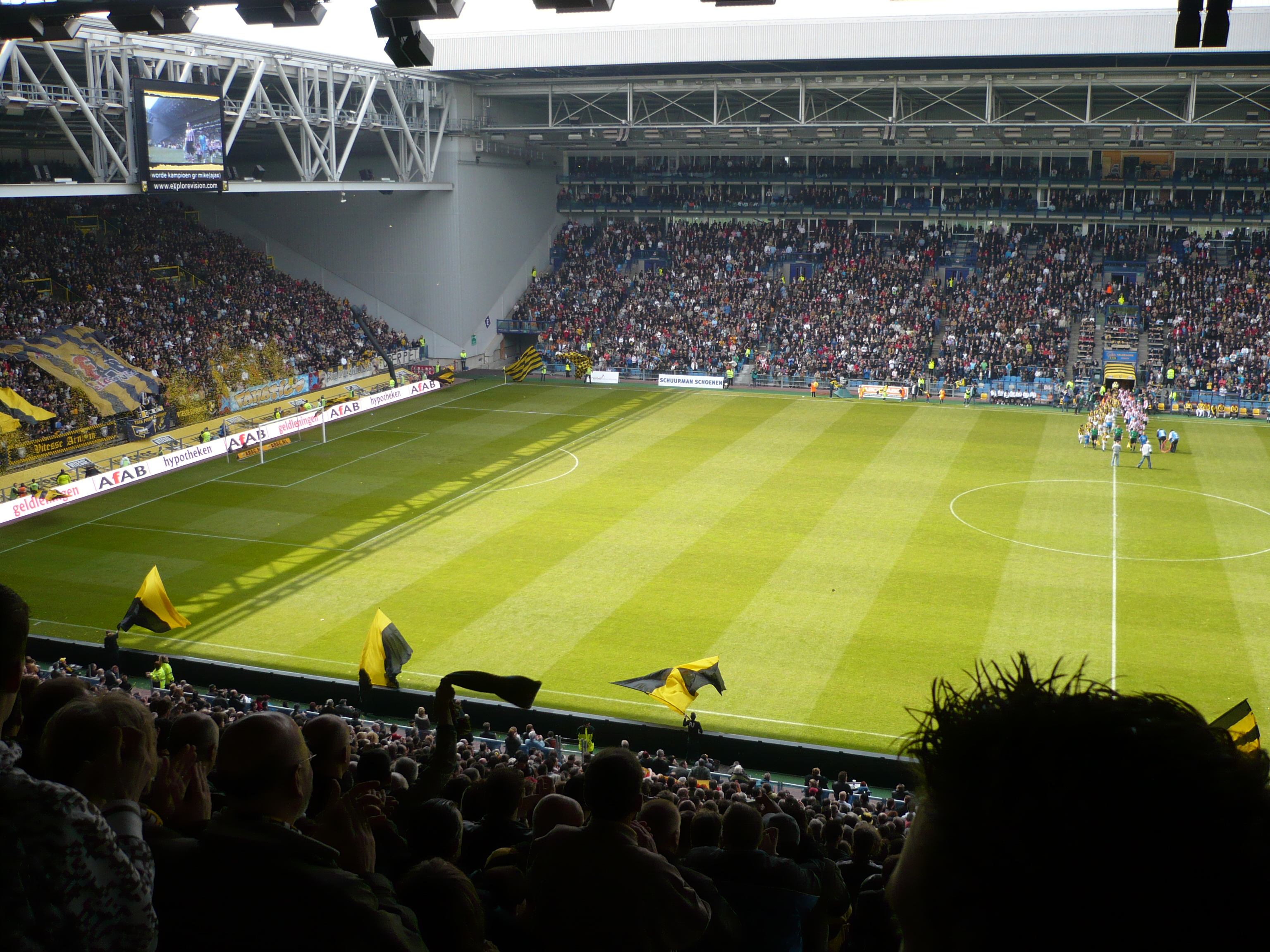
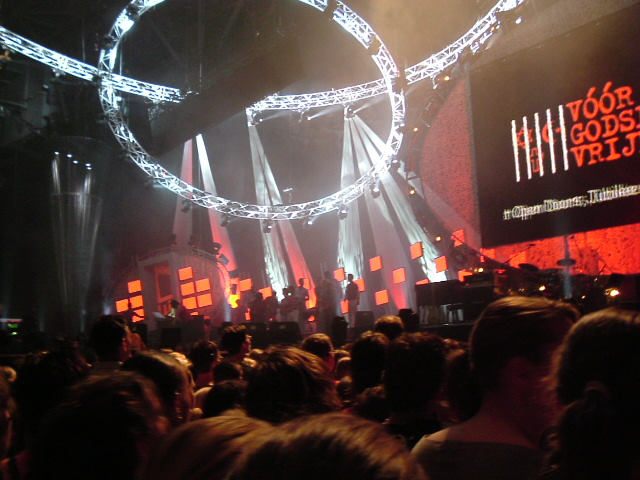
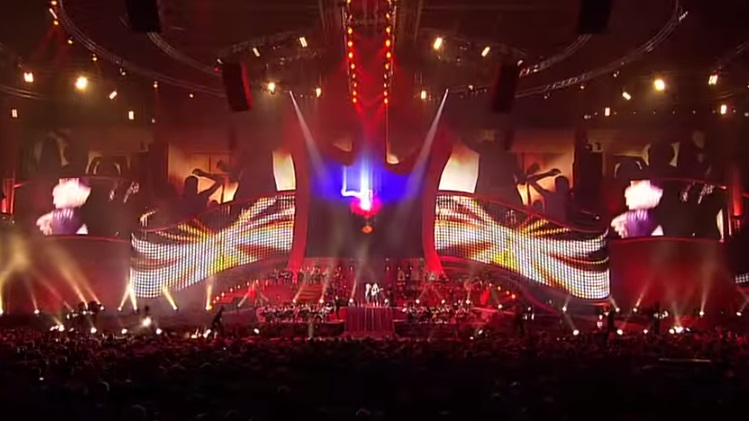